# Арно, Антуан (отец)

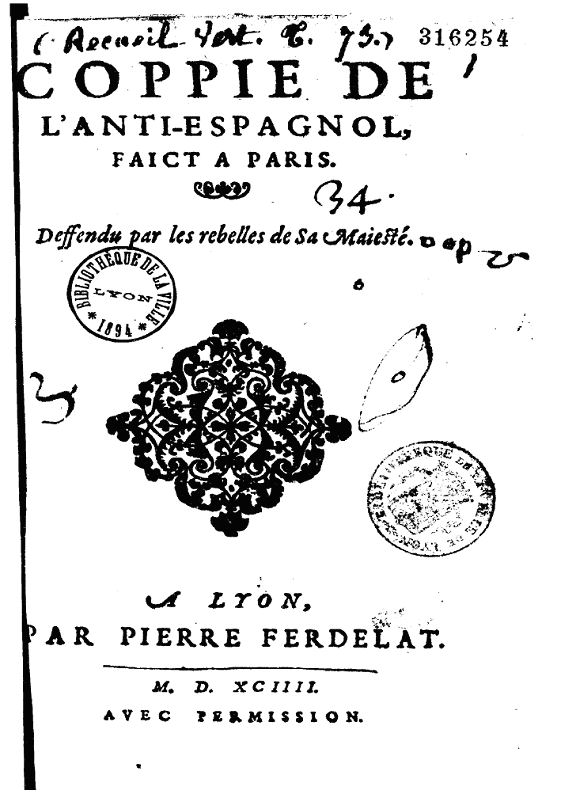
Памфлет Антуана Арно 1594 года

Антуан Арно́ (фр. Antoine Arnauld; 1560 — 29 декабря 1619) — французский публицист, происходил из древней овернской фамилии, члены которой не раз отличались военными и государственными заслугами.
Как горячий защитник Генриха IV и автор политических брошюр, а также как энергичный защитник Парижского университета против иезуитов в 1594 году, он навлёк на себя ненависть ордена. Иезуиты преследовали его до самой его смерти.

## Известные родственники
У Антуана Арно было двадцать детей, из них десять осталось в живых, наиболее известны:
- Роберт д’Андильи — старший сын, родившийся в 1588, умерший 27 сентября 1674, известный как писатель-моралист и переводчик Иосифа Флавия и Жуана Давилье, считавшийся одним из лучших французских стилистов.
- Мари Анжелика Арно — дочь, известная в монашестве под именем Анжелики, была настоятельницей Пор-Рояля.
- Жанна Катрин Агнесса Арно (1593—1672) — дочь, известная в монашестве под именем Агнессы, была настоятельницей Пор-Рояля.
- Антуан Арно — сын, теолог, философ и математик, изучал сперва юридические науки, а позднее под влиянием Сен-Сирана и Янсения занимался богословием. Лидер янсенистов.
- Симон Арно, маркиз де Помпонн — внук, дипломат, политический и государственный деятель, секретарь (министр) иностранных дел Франции (1671—1679).